# 最小極大マッチング問題
最小極大マッチング問題（さいしょうきょくだいマッチングもんだい）は、与えられたグラフ G の極大マッチングの中で大きさが最小のものを見つける問題。NP困難な問題であることが知られている。
この問題に対しては、最大マッチング問題の解を求めるアルゴリズムを適用することで、近似度2 の解が得られることは容易に示すことができるが、近似度が 2 を下回るアルゴリズムは知られていない。また、2003年には、P=NP が成り立たないとき、近似度が 7/6 より良い近似アルゴリズムが存在しないことが示された。